# Pierluigi Lambrugo
Pierluigi Lambrugo (Giussano, 14 maggio 1947) è un ex calciatore italiano, di ruolo centrocampista.

## Carriera
Ha disputato la stagione 1969-1970 con la maglia del Bologna, disputando 8 incontri in Serie A  e aggiudicandosi la Coppa Italia.
Ha inoltre totalizzato 147 presenze e 8 reti in Serie B nelle file di Como (in tre periodi distinti) e Taranto.

## Palmarès

### Club

#### Competizioni nazionali
- Coppa Italia: 1

Bologna: 1969-1970

#### Competizioni internazionali
- Coppa di Lega Italo-Inglese: 1

Bologna: 1970